# Bertrand Blier
Bertrand Blier (14. březen 1939 Boulogne-Billancourt, Francie – 20. ledna 2025, Paříž) byl francouzský spisovatel a filmový režisér. Byl synem herce Bernarda Bliera.
Roku 1979 získal Oscara za nejlepší cizojazyčný film, a to za režii snímku Připravte si kapesníky. K jeho dalším známým filmům patří Studený bufet (1979), Večerní úbor (1986) či Buzíci (1974). V roce 2000 složil hold generaci francouzských herců 60-80. let ve filmu Herci. Ve většině jeho filmů hrál Gerard Depardieu.

## Režijní filmografie
| 2010 | Zvonění ledu           |
| 2005 | Jak moc mě miluješ?    |
| 2003 | Kotlety                |
| 2000 | Herci                  |
| 1996 | Můj pasák              |
| 1993 | Cukr, káva, limonáda   |
| 1991 | Děkuji, živote         |
| 1989 | Příliš krásná          |
| 1986 | Večerní úbor           |
| 1984 | Náš příběh             |
| 1983 | Holka mýho kámoše      |
| 1981 | Otčím                  |
| 1979 | Studený bufet          |
| 1978 | Připravte si kapesníky |
| 1976 | Osudové ženy           |
| 1974 | Buzíci                 |
| 1967 | Kdybych byl špión      |
| 1966 | La Grimace             |